# WK-League 2010
Die WK-League 2010 war die zweite Spielzeit der südkoreanischen Fußballliga der Frauen unter diesem Namen. Die reguläre Saison begann am 22. März 2010 und endete am 30. September 2010 mit dem Finale. Titelverteidiger war Goyang Daekyo Noonnoppi WFC. Den diesjährigen Titel gewann zum ersten Mal Suwon FMC WFC. 

## Änderungen zur Vorsaison
- Goyang Daekyo Kangaroos WFC nannte sich in Goyang Daekyo Noonnoppi WFC um

## Teilnehmer und ihre Spielorte
Während dieser Saison wurde in diesen Stadien die Spiele ausgetragen.
| Stadt      | Heimstadion      | Kapazität |
| ---------- | ---------------- | --------- |
| Dangjingun | Dangjin-Stadion  | 11.770    |
| Hwacheon   | Hwacheon-Stadion | 20.305    |
| Goyang     | Goyang-Stadion   | 41.311    |

## Tabelle
| Pl. | Verein                           | Sp. | S  | U | N  | Tore    | Diff. | Punkte |
| --- | -------------------------------- | --- | -- | - | -- | ------- | ----- | ------ |
| 1.  | Incheon Hyundai Steel Red Angels | 20  | 13 | 2 | 5  | 032:210 | +11   | 41     |
| 2.  | Suwon FMC WFC                    | 20  | 12 | 3 | 5  | 029:170 | +12   | 39     |
| 3.  | Goyang Daekyo Noonnoppi WFC (M)  | 20  | 12 | 2 | 6  | 037:170 | +20   | 38     |
| 4.  | Seoul Amazones                   | 20  | 7  | 2 | 11 | 023:320 | −9    | 23     |
| 5.  | Chungnam Ilhwa Chunma WFC        | 20  | 5  | 4 | 11 | 019:350 | −16   | 19     |
| 6.  | Busan Sangmu WFC                 | 20  | 3  | 3 | 14 | 024:420 | −18   | 12     |

| (M) | Amtierender Meister: Goyang Daekyo Noonnoppi WFC |

## Meisterschaftsturnier
Im Meisterschaftsturnier spielten im Finale der Erstplatzierte gegen den Zweitplatzierten. Der Gewinner der beiden Spiele wurde WK-League 2010 Meister. Die Auswärtstorregelung galt hier nicht. 
|               | Gesamt |                                  | Hinspiel | Rückspiel |
| ------------- | ------ | -------------------------------- | -------- | --------- |
| Suwon FMC WFC | 2:1    | Incheon Hyundai Steel Red Angels | 2:0      | 0:1       |